# Kolā Pā
Kolā Pā (persiska: کلا پا, Kolah Pā) är en ort i Iran.   Den ligger i provinsen Kermanshah, i den nordvästra delen av landet, 400 km väster om huvudstaden Teheran. Kolā Pā ligger 1 728 meter över havet och antalet invånare är 104.
Terrängen runt Kolā Pā är huvudsakligen kuperad, men åt sydost är den platt.Runt Kolā Pā är det ganska tätbefolkat, med 72 invånare per kvadratkilometer. Närmaste större samhälle är Hajiabad-e Bozorg, 7,6 km norr om Kolā Pā. Trakten runt Kolā Pā består i huvudsak av gräsmarker.